# Саруль, Леонид Иванович
Леони́д Ива́нович Сару́ль (27 мая 1928 г. — 18 сентября 1998 г.) — советский государственный деятель, начальник Главного Управления материально-технического снабжения Министерства атомной энергетики и промышленности СССР, заместитель директора Горно-химического комбината. Один из создателей ЗАТО Железногорск, участник ликвидации аварии на Чернобыльской АЭС, последствий землетрясения в Армении в 1988 года.

## Биография
Родился 27 мая 1928 г. в пос. Кедровое Верхотурского района Свердловской области в семье служащих.
В 1936 году поступил в школу в г. Кыштыме Челябинской области, с декабря 1937 по апрель 1945 г. продолжал учебу в школе №1 г. Карабаша, в 1944 г. был принят в ряды ВЛКСМ.
С 1945 по 1947 г. учился в г. Балхаше Карагандинской области, где и окончил 10-й класс.
В 1947 г. поступил в Московский Государственный Экономический Институт (ныне Российский экономический университет им. Г.В. Плеханова) в г.Москва, который окончил в 1952 г. по специальности экономист с уклоном «Экономика и планирование государственного снабжения». В период учебы в институте был членом Совета ДСО «Наука» МГЭИ, редактором и членом общеинститутской, факультетской и спортивной газеты.
Владел немецким языком. Военнообязанный, капитан.

## Красноярск-26 (Железногорск)
По окончании Московского Государственного экономического института в 1952 г. был направлен в г. Красноярск-26 (ныне Железногорск) на Горно-химический комбинат. Работал старшим инженером — руководителем группы объединенных отделов оборудования и материально-технического снабжения предприятия, заместителем начальника отдела. В 1954 г. избран депутатом горсовета.
В 1957 г. избран заместителем Председателя Исполкома Горсовета, а в 1967 г. назначен Первым заместителем председателя Исполкома Горсовета.
Неоднократно избирался секретарем комсомольской организации предприятия и членом ГК ВЛКСМ.
С 1957 по 1964 г. являлся кандидатом и членом ГК КПСС.
С 1964 г. работал в должности заместителя директора Горно-химического комбината, в 1966 году ГХК был награждён орденом Ленина.

### Горно-химический комбинат
Во время работы на ГХК осуществлял материально-техническое обеспечение комбината, строящихся промышленных сооружений, объектов жилья и культурных объектов. Занимался решением вопросов городского коммунального хозяйства, транспорта, строительства, благоустройства и озеленения города. При непосредственном участии Леонида Саруля в городе Красноярск-26 (ныне Железногорск) был построен ряд коммунально-бытовых предприятий, организованы службы городского хозяйства, сооружен памятник Зое Космодемьянской у школы №91. Оказывал повседневную помощь строительно-монтажным организациям в улучшении жилищно-бытовых условий.
Большое внимание уделял хозяйственной работе детских дошкольных учреждений, по инициативе Леонида Саруля в детском учреждении комбината был построен плавательный бассейн. Оснащение детских учреждений и создание материально-технической базы получило высокую оценку Министерства просвещения РСФСР.
В ноябре 1960-го г. возглавил комиссию, созданную для благоустройства и озеленения города. В результате в 1961 г. удалось высадить свыше 140 000 деревьев и кустарников, засеять свыше 170 000 кв. м газонов, высадить 1,7 млн штук цветов.
В 1973 году вместе с Ефимом Славским, министром Среднего машиностроения (в те времена официальное наименование советской атомной отрасли) вбили первый колышек – «золотой костыль» на стройплощадке завода РТ-2, и в 1975 году началось строительство завода в составе Горно-химического комбината, задачей завода стала переработка ОЯТ.

### Научно-производственное объединение прикладной механики имени академика М. Ф. Решетнёва
В бытность жизни в Железногорске и работы на Горно-химическом комбинате Леонид Саруль дружил и работал с Михаилом Решетнёвым, учёным, инженером-конструктором, одним из основоположников советской (российской) космонавтики. В апреле 1959 года в Красноярске-26 был создан филиал № 2 Опытно-конструкторского бюро, руководимого С. П. Королевым, впоследствии преобразованном в НПО прикладной механики Минобщемаша, ныне АО «„Информационные спутниковые системы“ имени академика М. Ф. Решетнёва», входит в госкорпорацию «Роскосмос», является дочерним предприятием АО «ОРКК». В качестве одного из руководителей города, Л. И. Саруль способствовал решению задач развития производственных мощностей предприятия, строительства жилья для сотрудников, помогал в вопросах материально-технического обеспечения.

## Министерство среднего машиностроения (ныне Росатом)
В 1978 г. переведен в центральный аппарат Министерства среднего машиностроения СССР, где работал заместителем начальника Главного управления материально-технического снабжения, а с 1985 г. — начальником Главного управления материально-технического снабжения Министерства (ныне Росатом). Принимал непосредственное участие в разработке и согласовании Генеральных планов закрытых городов (ЗАТО).
Под непосредственным руководством Л. И. Саруля были разработаны и внедрены новые прогрессивные формы снабжения, организовано обеспечение ресурсами предприятий, строек, особенно в связи с приемом и пуском в эксплуатацию новых заводов, организацией перерабатывающих производств, обеспечивал снабжение здравниц медицинской техникой и транспортом.

## Авария на Чернобыльской АЭС
15 мая 1986 г. в соответствии с Постановлением ЦК КПСС и СМ СССР № 634—188 основные работы по ликвидации последствий катастрофы на ЧАЭС были переданы Министерству среднего машиностроения, в штаб которого вошли заместитель министра А. Н. Усанов — председатель, И. А. Беляев — заместитель председателя — начальник производственно-диспетчерского отдела, а также Ю. М. Аверьянов, Ю. М. Савинов, Л. В. Забияка, В. И. Рудаков, Л. И. Саруль, А. П. Игнашин, П. С. Сидоров, А. П. Гаврилов. Министр среднего машиностроения Е. П. Славский также постоянно находился в зоне аварии.
В течение одних суток к 17 мая была разработана структура вновь созданного Управления строительства (УС-605) и подобран руководящий состав стройки. Разработаны и выпущены регламентирующие материалы о подборе и направлении специалистов и рабочих. 21 мая, через неделю после Постановления Правительства, руководящий состав УС-605 выехал в Чернобыль и приступил к выполнению задания. Эта оперативность в организации работ в Чернобыле Минсредмашем, как и все последующие действия, поражают воображение любого человека и еще долго будут удивлять. Как можно было в условиях высокой радиационной обстановки, где и подступиться-то к пораженному взрывом реактору из-за тысяч рентген было невозможно, за шесть месяцев закрыть 4-й энергоблок Чернобыльской АЭС.
20 мая 1986 г. в структуре МСМ образовано специализированное Управление строительства № 605. Перед этой организацией была поставлена главная задача — возведение сооружения для долговременного захоронения 4-го энергоблока ЧАЭС.

## Семья
Отец, Иван Саруль, был работником Изыскательской партии, заместителем управляющего трестом «Сталинуголь», мать Елизавета Саруль — учительницей. Леонид Саруль был старшим из трех братьев.
С 1957 года был женат на Саруль Галине Андреевне (1932—2002 г.), в девичестве — Лобановской, учительнице школы № 91 в г. Железногорск. В браке родилось двое сыновей Алексей Леонидович Саруль (1958—2017 г.) и Евгений Леонидович Саруль (1962 г.), имел 4 внуков.

## Награды
- орден «Знак почета»
- двумя медалями «За трудовую доблесть»
- юбилейная медаль «За доблестный труд в ознаменование 100-летия со дня рождения В. И. Ленина»
- юбилейная почетной грамота за успехи, достигнутые в социалистическом соревновании в честь 50-летия образования СССР
- знак «Ударник девятой пятилетки»
- медаль «Участника ликвидации последствий аварии ЧАЭС».
- грамотами СМ СССР, ЦК ВЛКСМ, Горкома КПСС и Горисполкома, ЦК профсоюза.

### Почётные звания
- почетное звание «Кадровый работник ГХК»
- «Ветеран труда ГХК»